# TRAPPIST-1 g
TRAPPIST-1 g è uno dei sette pianeti di tipo roccioso che orbitano intorno alla stella nana rossa ultrafredda TRAPPIST-1, distante all'incirca 40 anni luce dal Sole. È uno dei pianeti che si trovano nella zona abitabile del sistema.
I fan del manga Dragonball avevano proposto una petizione via web per rinominare il pianeta "Namecc", data la somiglianza di TRAPPIST-1 g col pianeta omonimo.

## Caratteristiche
Il pianeta è il più grande dei sette scoperti attorno a TRAPPIST-1, e orbita in 12 giorni ad una distanza media di poco meno di 7 milioni di chilometri dalla stella. A quella distanza riceve solo il 26% della radiazione che riceve la Terra dal Sole e la sua temperatura di equilibrio è stimata in meno di 200 K. Tuttavia, essendo più massiccio della Terra, è possibile che abbia mantenuto una densa atmosfera tale da creare un effetto serra sufficiente per riscaldare la superficie al punto di fusione dell'acqua, anche se uno studio del 2020 tende a escluderlo, stimando che la temperatura sia, anche massima, ben al di sotto del punto di fusione dell'acqua.